# Ливадија (Валча)
Ливадија (рум. Livadia) насеље је у Румунији у округу Валча у општини Бајиле Оланешти. Oпштина се налази на надморској висини од 457 m.

## Становништво
Према подацима из 2002. године у насељу је живело 1820 становника, од којих су сви румунске националности.